# Бреветоксины
Бреветоксины — семейство ядов небелковой природы, продуцируемых динофлагеллятами Ptychodiscus brevis. Существует несколько различных бреветоксинов:
|                    | Бреветоксин A | Бреветоксин B |
| ------------------ | --- | --- |
| химическая формула | Brevetoxin A | Brevetoxin B |
| разновидности      | - Бреветоксин-1 [R = -CH2C(=CH2)CHO] - Бреветоксин-7 [R = -CH2C(=CH2)CH2OH] - Бреветоксин-10 [R = -CH2CH(-CH3)CH2OH] | - Бреветоксин-2 [R = -CH2C(=CH2)CHO] - Бреветоксин-3 [R = -CH2C(=CH2)CH2OH] - Бреветоксин-8 [R = -CH2COCH2Cl] - Бреветоксин-9 [R = -CH2CH(CH3)CH2OH] |

Симптомы отравления бреветоксинами: слюнотечение, сильный насморк, самопроизвольная дефекация, вялый паралич мышц. Смерть наступает в результате остановки дыхания. Действие бреветоксинов обусловлено блокадой нервно-мышечной передачи.
Бреветоксин-2 был успешно синтезирован в лабораторных условиях К. Николау в 1995 году.